# Abril en Nueva York
Abril en Nueva York es una película argentina dirigida por Martín Piroyansky que se filmó en Nueva York, Estados Unidos durante 2010 y se estrenó en Argentina el 19 de noviembre de 2012 en el Festival Internacional de Cine de Mar del Plata y en cines el 10 de octubre de 2013. Se trata de una comedia romántica con algo de drama protagonizada por Carla Quevedo y Abril Sosa.

## Sinopsis
Valeria (Carla Quevedo) y Pablo (Abril Sosa)  son una pareja que lleva su noviazgo y convivencia con las mismas idas y vueltas de cualquier pareja: momentos de amor profundo y para siempre, y otros de no soportarse, de pasarse facturas por cada pequeña miseria cotidiana. Aunque con una particularidad: son dos argentinos tratando de sobrevivir en Estados Unidos, más precisamente en Nueva York.

## Reparto
- Carla Quevedo ... Valeria
- Abril Sosa ... Pablo
- Matt Burns ... Ben
- Steeve Cazaux ... Jean Paul
- Michael Dinwiddie ... Matt